# Constitución española de 1931
La Constitución española de 1931 fue aprobada el 9 de diciembre de 1931 por las Cortes Constituyentes, tras las elecciones generales españolas de 1931 que siguieron a la proclamación de la Segunda República, y estuvo vigente hasta el final de la guerra civil en 1939. En el exilio republicano se continuó reconociendo su vigencia hasta 1977, cuando el proceso político de la Transición permitió la elaboración de una nueva Carta Magna democrática, promulgada el año siguiente. La Constitución de 1931 se organizaba en 10 títulos, con 125 artículos en total, y dos disposiciones transitorias.

## Las elecciones a Cortes Constituyentes del 28 de junio de 1931
Aunque en principio estaban previstas para el otoño, el Gobierno Provisional convocó las elecciones a Cortes Constituyentes el 3 de junio, celebrándose el 28 de junio. Las Cortes electas estarían compuestas de una sola Cámara, que abriría sus sesiones el 14 de julio (aniversario de la toma de la Bastilla que inició la Revolución francesa), elegidas por sufragio universal exclusivamente masculino. Un mes antes se había modificado la ley electoral de 1907, para permitir que las mujeres y los sacerdotes pudieran presentarse como candidatos y rebajar la edad mínima para votar de 25 a 23 años, sustituir los pequeños distritos uninominales, un sistema que dejaba "ancho cauce a la coacción caciquil" por las circunscripciones provinciales, dentro de las cuales las ciudades de más de 100 000 habitantes (Madrid, Barcelona, Valencia, Bilbao, Sevilla, Zaragoza, Málaga, Córdoba, Granada y Murcia) constituirían circunscripciones propias. Además, se derogó el polémico artículo 29, que proclamaba elegidos a los candidatos de los distritos en los que solo se hubiera presentado una candidatura, una artimaña profusamente utilizada en el fraude electoral institucionalizado de la Restauración.
En cuanto a los resultados de las elecciones a Cortes Constituyentes no existe unanimidad acerca de la afiliación política de todos los parlamentarios. Además, los grupos parlamentarios fueron muy móviles. De acuerdo con estas salvedades, los resultados pueden desglosarse de la siguiente manera:
| ← Elecciones generales españolas, 28 de junio de 1931 Elecciones generales españolas de 1933 |         |        |
| Partido                                                                                      | Escaños | % Esc. |
| Partido Socialista Obrero Español (PSOE)                                                     | 115     | 24,5   |
| Partido Republicano Radical (PRR)                                                            | 90      | 19,1   |
| Partido Republicano Radical Socialista (PRRS)                                                | 61      | 13,0   |
| Esquerra Republicana de Catalunya (ERC)                                                      | 29      | 6,2    |
| Acción Republicana (AR)                                                                      | 26      | 5,5    |
| Derecha Liberal Republicana (DLR)                                                            | 25      | 5,3    |
| Partido Republicano Democrático Federal (PRDF)                                               | 16      | 3,4    |
| Partido Agrario Español (PAE)                                                                | 15      | 3,2    |
| Federación Republicana Gallega (FRG)                                                         | 15      | 3,2    |
| Agrupación al Servicio de la República (ASR)                                                 | 13      | 2,8    |
| Partido Nacionalista Vasco (PNV)                                                             | 7       | 1,5    |
| Acción Nacional (AN)                                                                         | 5       | 1,1    |
| Partido Galeguista (PG)                                                                      | 5       | 1,1    |
| Unió Socialista de Catalunya (USC)                                                           | 4       | 0,9    |
| Comunión Tradicionalista (CT)                                                                | 4       | 0,9    |
| Partido Republicano Liberal Demócrata (PRLD)                                                 | 4       | 0,9    |
| Lliga Regionalista                                                                           | 2       | 0,4    |
| Partit Catalanista Republicà (PCR)                                                           | 2       | 0,4    |
| Partido Republicano de Centro                                                                | 2       | 0,4    |
| Partido Radical Socialista Revolucionario (PRSR)                                             | 2       | 0,4    |
| Extrema Izquierda Republicana Federal (EIRF)                                                 | 2       | 0,4    |
| Partido Agrario Republicano Autonomista (PARA)                                               | 1       | 0,2    |
| Independientes de derechas                                                                   | 9       | 1,8    |
| Republicanos de centro independientes                                                        | 8       | 1,7    |
| Independientes de izquierdas                                                                 | 8       | 1,7    |
| TOTAL                                                                                        | 470     | 100    |

Así pues, el resultado de las elecciones constituyentes fue una aplastante victoria de los partidos que integraban el Gobierno Provisional, que coparon cerca del 90 % de los escaños. Los que obtuvieron mayor número de diputados fueron el Partido Socialista Obrero Español, que con sus 116 diputados (o 115, según otros cómputos) se convirtió en la minoría mayoritaria de las nuevas Cortes, y el Partido Republicano Radical de Alejandro Lerroux que obtuvo 89 (o 90) seguidos del Partido Republicano Radical Socialista de Álvaro de Albornoz y Marcelino Domingo con 55 (o 61), Acción Republicana de Manuel Azaña con 30 (si añadimos posteriores incorporaciones), la Derecha Liberal Republicana del presidente Niceto Alcalá-Zamora y Miguel Maura 22 (o 25), y la Esquerra Republicana de Cataluña y otros partidos nacionalistas catalanes coaligados, representados en el Gobierno Provisional por Luis Nicolau d'Olwer, con 36 diputados, y la Federación Republicana Gallega de Santiago Casares Quiroga con 13 (o 15). La mayoría de estos partidos, especialmente los de izquierda, defendían que la nueva Constitución no tenía que ser únicamente la norma suprema del Estado, sino un instrumento de "transformación de España en todos sus aspectos e instituciones jurídicas, políticas y sociales".
La derecha monárquica y católica solo consiguió unos 50 diputados, repartidos entre los 15 del Partido Agrario de José Martínez de Velasco y los 5 de Acción Nacional de José María Gil Robles, que formarían la Minoría Agraria, y los diputados de la coalición católico-fuerista, integrada por la carlista Comunión Tradicionalista, los nacionalistas vascos del PNV y católicos independientes, que había triunfado en el País Vasco-navarro, y que constituirían la Minoría vasco-navarra con 15 diputados, además de otros diputados monárquicos y regionalistas de derechas.

## El debate parlamentario

### El anteproyecto de la Comisión Jurídica Asesora

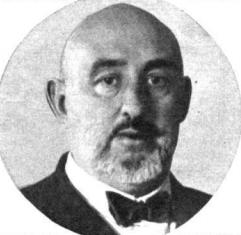
Ángel Ossorio y Gallardo presidió la comisión que redactó un anteproyecto de constitución

Un mes antes de que se convocaran las elecciones a Cortes Constituyentes el Gobierno provisional promulgó el Decreto de 6 de mayo de 1931, por el que creó una Comisión Jurídica Asesora dependiente del Ministerio de Justicia con la finalidad de preparar "los proyectos de ley sobre los cuales ha de deliberar" la Asamblea Constituyente, nombre que se le da en el decreto a las futuras Cortes Constituyentes. Tres días después se nombró al jurista y político católico Ángel Ossorio y Gallardo presidente de dicha Comisión y a continuación a los veinticuatro vocales que la forman, doce de los cuales (Adolfo Posada, Javier Elola, Valeriano Casanueva, Manuel Pedroso, Nicolás Alcalá, Agustín Viñuales, Antonio Rodríguez, Alfonso García Valdecasas, Francisco Romero, Luis Lamama, Antonio de Luna y Juan Lladó) fueron los encargados de elaborar, bajo la presidencia de Ossorio, un anteproyecto de Constitución, que el Gobierno se reservaba el derecho de modificar antes de presentarlo a su debate por las futuras Cortes Constituyentes.
Después de dos meses de trabajos a "marchas forzadas" la Comisión Jurídica Asesora presentó el 6 de julio al gobierno el anteproyecto de Constitución que constaba de 104 artículos divididos en nueve títulos. Uno de sus redactores Adolfo Posada manifestó que se habían inspirado en la tradición constitucional española representada por las Constituciones de 1812, 1837 y 1869, y también en el constitucionalismo europeo de posguerra, especialmente en la Constitución de Weimar. Los temas más debatidos según los propios firmantes del anteproyecto fueron fundamentalmente tres: la estructura territorial del Estado, las relaciones entre la Iglesia y el Estado y el carácter bicameral o unicameral de las Cortes.
- En cuanto a la forma de Estado la Comisión descartó la solución federal y dio entrada al concepto de "entidad autónoma para fines administrativos o políticos" que quedaba al "deseo" o voluntad de cada "región". De esta forma se atendía a la reclamación de Cataluña, sin obligar, ni impedir, a las demás regiones constituirse en "entidad autónoma".
- La solución dada a la “cuestión religiosa” respondía a los principios del laicismo liberal ("Una Iglesia libre en un Estado libre"), por lo que en artículo 8 después de establecer la separación de la Iglesia y el Estado (“No existe religión del Estado”) se reconocía un estatus especial a la Iglesia Católica al considerarla “Corporación de Derecho Público”. Asimismo, en el artículo 12 se reconocía la libertad de conciencia con la única limitación del “respeto debido a las exigencias de la moral pública” y la libertad de cultos, tanto privada como públicamente.[nota 2]
- En cuanto a las Cortes, la Comisión se decantó por el sistema bicameral (Congreso de los Diputados y Senado), propio “de la inmensa mayoría de los países” democráticos, frente al sistema unicameral, que presentaba “los inconvenientes [de] una Cámara popular sin freno”, según recogió el propio Ángel Ossorio y Gallardo en sus memorias.[8]

La jerarquía católica, a pesar de la moderación de la propuesta, la calificó de lesiva "de los derechos de Dios y de la Iglesia" y el cardenal Primado Pedro Segura, en una carta pastoral hecha pública el 14 de agosto desde su exilio en Roma, arremetió contra las “libertades de perdición” como la libertad de cultos, y calificó el anteproyecto como «ateísmo de Estado».
En cuanto a los partidos que integraban el Gobierno Provisional solo la Derecha Liberal Republicana de Alcalá-Zamora y Miguel Maura apoyaron el anteproyecto, mientras que el resto de los partidos republicanos y el Partido Socialista lo rechazaron por no considerarlo a "tono con el alma revolucionaria del pueblo" (El Socialista tituló el artículo que publicó el 3 de julio sobre el anteproyecto, "El engendro constitucional de Ossorio y compañía", donde lo calificaba de reaccionario a causa de la protección que daba al derecho de propiedad, el mantenimiento de los colegios religiosos y de un Senado anacrónico, la solución no federal a la "cuestión regional", la estipulación del derecho al voto a los veintitrés años en lugar de a los veintiuno, la vaguedad de los avances sociales, etc.). La conclusión fue que el Gobierno Provisional no hizo suyo el anteproyecto y no lo propuso a las Cortes Constituyentes.

### El proyecto de la Comisión de Constitución de las Cortes

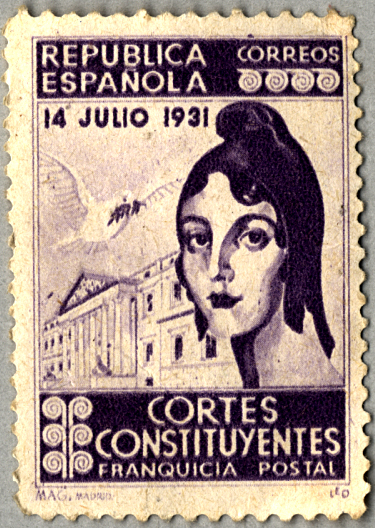
Sello de correos conmemorativo de la apertura de las Cortes Constituyentes, el 14 de julio de 1931, en el que aparece la paloma de la paz sobre el edificio del Palacio del Congreso y una alegoría de la República representada por una mujer tocada con el gorro frigio.

El día 28 de julio las Cortes eligieron a los 21 miembros de la Comisión de Constitución que iban a redactar el proyecto de Constitución que debatiría la Cámara: cinco socialistas (Luis Jiménez de Asúa, Luis Araquistáin, Trifón Gómez, Jerónimo Bugeda y Enrique de Francisco), cuatro diputados del Partido Republicano Radical (Ricardo Samper, Clara Campoamor, Justo Villanueva y Emiliano Iglesias), tres radical-socialistas (Leopoldo García-Alas García-Argüelles, Fernando Valera y Juan Botella Asensi), dos de Esquerra Republicana de Cataluña (Gabriel Alomar y Antonio Xirau Palau), y uno de Acción Republicana (Mariano Ruiz-Funes), ORGA (Antonio Rodríguez Pérez), Partido Federal (Bernardino Valle), Partido Republicano Progresista (la antigua Derecha Liberal Republicana, con Juan Castrillo), Agrupación al Servicio de la República (Alfonso García Valdecasas), Minoría vasco-navarra (Jesús María Leizaola) y Minoría Agraria (José María Gil Robles). En su primera reunión la Comisión eligió al socialista Luis Jiménez de Asúa como presidente de la misma.
Dado el poco tiempo con que contaban y aunque en principio no iba a utilizarlo, la Comisión tomó como punto de partida el anteproyecto de la Comisión Jurídica Asesora, por lo que el proyecto de Constitución que presentó la Comisión el 17 de agosto, solo veinte días después de haberse formado, mantuvo el mismo orden y denominación de los títulos del Anteproyecto, añadiendo un Título Preliminar de "Disposiciones Generales" y pasando de 104 a 121 artículos (según explicó Jiménez de Asúa, la premura de tiempo impidió que se pudiera redactar un preámbulo a la Constitución). En cuanto a los temas conflictivos del anteproyecto de la Comisión Jurídica Asesora, el proyecto aceptaba la fórmula de la "autonomía" para resolver la "cuestión regional", descartando definitivamente la solución federal, pero defendía la separación radical de la Iglesia y el Estado, en la que la Iglesia Católica no solo no recibía ningún reconocimiento especial, sino que se establecía en el artículo 24 (26 en la redacción definitiva) la disolución de las órdenes religiosas y la nacionalización de sus bienes. En cuanto a la tercera cuestión, el proyecto se decantaba por el carácter unicameral de las Cortes, despareciendo por tanto el Senado. Presentaba además otras novedades sustanciales como la definición misma de la República, las limitaciones al derecho de propiedad y la enseñanza, que se declaraba laica y "única".
El presidente de la Comisión de Constitución Luis Jiménez de Asúa el jueves 27 de agosto en el discurso de presentación del proyecto de Constitución de la Comisión que abrió el debate de totalidad la definió como una Constitución avanzada, democrática y de izquierda:

Pues bien, nosotros, con premura inusitada, hemos compuesto esa Constitución que aquí ofrecemos. Quiero ahora, sin emascarar nuestro pensamiento, decir que es una Constitución avanzada; deliberadamente lo decidió así la mayoría de los Comisionados. Una Constitución avanzada, no socialista (el reconocimiento de la propiedad privada la hurta ese carácter), pero es una Constitución de izquierda. Esta Constitución quiere ser así para que no nos digan que hemos defraudado las ansias del pueblo. Los que quieren, a pretexto del orden, transformar a España en una Monarquía sin rey, encontrarán siempre en esta Comisión la lucha más decidida y la más absoluta negación a ceder.

Hacemos una Constitución de izquierdas, y esta Constitución va directa al alma popular. No quiere la Comisión que la compuso que el pueblo español, que salió a la calle a ganar la República, tenga que salir un día a ganar su contenido. Por eso, porque es una Constitución democrática, liberal, de un gran contenido social, la Constitución que os ofrecemos es una obra conservadora... conservadora de la República (Grandes y prolongados aplausos)

### El debate del proyecto de la Comisión
El debate de totalidad del proyecto de Constitución tuvo lugar entre el 27 de agosto y el 9 de septiembre de 1931. A favor del proyecto intervinieron Claudio Sánchez Albornoz en representación del grupo parlamentario de Acción Republicana, Fernando de los Ríos en representación del Partido Socialista, Félix Gordón Ordás por el grupo del Partido Republicano Radical Socialista, Lluís Companys por la minoría de Esquerra catalana, Roberto Novoa Santos por la Federación Republicana Gallega y José Franchy Roca del grupo del Partido Republicano Federal, aunque este último reclamó la inclusión del término "República federal" en la definición de la República. Criticando parte o gran parte del proyecto y apelando a que la Constitución fuera "para todos los españoles" intervinieron Rafael Guerra del Río por el Partido Republicano Radical, Carlos Blanco Pérez de la Derecha Liberal Republicana (que acababa de cambiar su nombre por el de Partido Republicano Progresista), Melquiades Álvarez del Partido Republicano Liberal Demócrata y José Ortega y Gasset en representación de la Agrupación al Servicio de la República. Se opusieron al proyecto Ricardo Gómez Rojí portavoz de la Minoría Agraria, que agrupaba al Partido Agrario y a Acción Nacional, y Jesús María de Leizaola, del Partido Nacionalista Vasco, portavoz de la Minoría vasco-navarra, aunque este último sí apoyó el reconocimiento de las "regiones autónomas".
Terminado el debate de totalidad, durante los dos meses siguientes se debatió el proyecto artículo por artículo. El 9 de diciembre de 1931 tuvo lugar la votación final del texto aprobado por las Cortes y el presidente de las Cortes, Julián Besteiro, anunció que de los 466 diputados que habían prometido en estas Cortes "han tomado parte en la votación 368 y este mismo número ha votado sí. Por consiguiente, la Constitución queda definitivamente aprobada". De los 98 diputados ausentes en el momento de la votación, diecisiete diputados pidieron que se les incluyera entre los que la aprobaban. De los 81 restantes la mayoría pertenecían a la Minoría Agraria y a la Minoría Vasco-navarra que habían abandonado las Cortes el día 15 de octubre tras la aprobación del artículo 24 del proyecto (26 en la redacción definitiva) por considerarlo "persecutorio" de la Iglesia católica, que también había provocado la dimisión del presidente del Gobierno Provisional Niceto Alcalá-Zamora y de su compañero de partido Derecha Liberal Republicana, el ministro de la Gobernación, Miguel Maura. Tras la votación y aprobación de la Constitución, el presidente de las Cortes, Julián Besteiro, pronunció un breve discurso que, con todos los diputados puestos en pie, finalizó así:

En suma, nuestro deseo es que esta Constitución que acabamos de votar y sancionar, sea el origen de un impulso vital del pueblo español, no solamente para elevarse, sino para contribuir a este resurgimiento de una Humanidad nueva, que está naciendo entre dolores. (Grandes y prolongados aplausos). Como síntesis, Sres. Diputados, de todo lo que constituye nuestros sentimientos comunes, me voy a permitir dar este viva: ¡viva el pueblo español republicano! (A esta exclamación del Sr. Presidente contesta la Cámara con un "¡viva!" unánime y clamorosos aplausos).

## Título Preliminar

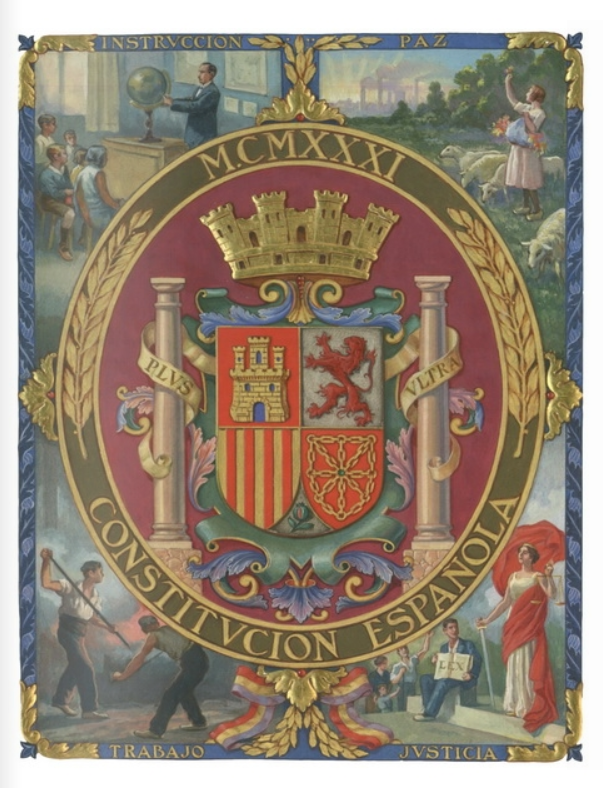
Portada de la Constitución de 1931 (ejemplar del Congreso de Diputados).

### Definición de España
Terminado el debate de totalidad, el 10 de septiembre comenzó la discusión del Título Preliminar. Disposiciones generales, en cuyo artículo 1 la ponencia definía a España como una "República democrática". El diputado radical-socialista Fernando Valera propuso que se definiera como una "República de trabajadores, liberal en el principio, democrática en el fundamento y social en la orientación", pero su enmienda fue rechazada. Retomándola, el socialista Luis Araquistain propuso definir a España como "una República de trabajadores. Los poderes de todos sus órganos emanan del pueblo", enmienda que resultó aprobada. Entonces intervino el presidente del Gobierno Provisional Alcalá-Zamora para proponer que se dijera "República de trabajadores de todo orden", porque encontraba un matiz de clase en la palabra "trabajadores" sola. Una semana después la Comisión presenta una nueva propuesta recogiendo la enmienda de Araquistáin y la petición de Alcalá-Zamora, que será aprobada:

Artículo 1. España es una República de trabajadores de toda clase, que se organizan en régimen de Libertad y de Justicia. Los poderes de todos sus órganos emanan del pueblo. (...) La bandera de la República española es roja, amarilla y morada

Escudo de la Segunda República Española

### Lenguas
La otra cuestión polémica del Título Preliminar fue la declaración del castellano "como idioma oficial de la República" (artículo 4). El diputado Abilio Calderón propuso sustituir castellano por español, a lo que le respondió el diputado mallorquín Gabriel Alomar que "si lengua española es el castellano, entonces mi lengua catalana, el vasco y el gallego, no son lenguas españolas". En el debate intervinieron Castelao, en defensa de la lengua gallega, y Miguel de Unamuno, que defendió su enmienda de que "a nadie se podrá imponer el uso de ninguna lengua regional", a lo que se opusieron los diputados nacionalistas vascos (Jesús María de Leizaola fue su portavoz), catalanes (Gabriel Alomar y Jaime Carner pidieron la palabra) y gallegos (intervino Otero Pedrayo). La ponencia volvió a rehacer el artículo 4 que finalmente incluyó la enmienda de Unamuno pero limitada por la expresión "salvo lo que se disponga en leyes especiales", como eran los estatutos de autonomía. El artículo 4.º quedó finalmente redactado así:

Artículo 4. El castellano es el idioma oficial de la República. Todo español tiene obligación de saberlo y derecho de usarlo, sin perjuicio de los derechos que las leyes del Estado reconozcan a las lenguas de las provincias o regiones. Salvo lo que se disponga en leyes especiales, a nadie se le podrá exigir el conocimiento ni el uso de ninguna lengua regional

Bandera republicana adoptada oficialmente en abril de 1931.

El tema lingüístico, de nuevo, fue motivo de disputa durante la redacción del artículo 50, que obligaba a la utilización (aunque no exclusivamente) del castellano como lengua vehicular en la enseñanza y facultaba a la República para dotar, en cualquier parte del territorio nacional, de estructuras educativas propias que permitiesen la instrucción en lengua castellana. El texto final se consensuó sobre una enmienda matriz que firmaron los diputados: Miguel de Unamuno, Miguel Maura, Roberto Novoa Santos, Fernando Rey, Emilio González, Felipe Sánchez Román y Antonio Sacristán. Tal enmienda fue: 

Las Regiones autónomas podrán, sin embargo, organizar enseñanzas en sus lenguas respectivas, pero en este caso mantendrán también en dichas Regiones las Instituciones de enseñanza en todos los grados en el idioma oficial de la República.

Finalmente el artículo aprobado fue muy similar: 

Las regiones autónomas podrán organizar la enseñanza en sus lenguas respectivas, de acuerdo con las facultades que se concedan en sus Estatutos. Es obligatorio el estudio de la lengua castellana, y ésta se usará también como instrumento de enseñanza en todos los centros de instrucción primaria y secundaria de las regiones autónomas. El Estado podrá mantener o crear en ellas instituciones docentes de todos los grados en el idioma oficial de la República.

### Otras cuestiones
La aprobación del resto de los artículos del título I no provocó grandes debates, excepto el artículo 3.º cuya discusión se pospuso para hacerla conjuntamente con los artículos 24 y 25 del proyecto (26 y 27 de la redacción definitiva) pues todos ellos se referían a la "cuestión religiosa". En el artículo 2.º se reconocía la igualdad de todos los españoles ante la ley, en el 5.º que Madrid era la capital de la República, en el 6.º que España renunciaba "a la guerra como instrumento de política nacional" y en 7.º que "El Estado español acatará las normas universales del Derecho internacional, incorporándolas a su derecho positivo". Tampoco planteó muchos debates la aprobación del Título II. Nacionalidad, en cuyo articulado se reconoció el derecho a la doble nacionalidad a los "naturales de Portugal y países hispánicos de América, comprendido el Brasil, cuando así lo soliciten y residan en territorio español", así como la posibilidad de que los españoles que residan allí puedan obtener esa nacionalidad, "si sus leyes no lo prohíben", sin perder por ello la nacionalidad española.

## Organización territorial: el Estado integral
El Título I. Organización nacional se ocupó del segundo tema más polémico de la Constitución de 1931, detrás de la "cuestión religiosa": la organización territorial del Estado o, como lo expresaron algunos diputados, "el problema de Cataluña". Tres días antes de que la Comisión de Constitución presentara su proyecto, el presidente de la Generalidad Francesc Macià había entregado al presidente del Gobierno Provisional para que lo llevara a las Cortes el Estatuto de Cataluña, también llamado Estatuto de Nuria (por el lugar donde fue redactado el proyecto por una ponencia nombrada el 11 de junio y presidida por Pere Corominas y Jaume Carner), aprobado por la Diputación provisional del parlamento catalán el 14 de julio (coincidiendo con la apertura de las Cortes Constituyentes en Madrid) y refrendado por el pueblo catalán el 6 de agosto. El estatuto había sido elaborado según una concepción federal como se podía comprobar en el artículo 1 que definía a Cataluña como "un Estado autónomo dentro de la República española". Su discusión por las Cortes se pospuso hasta después de la promulgación de la Constitución, pero los diputados no dejaron de tenerlo presente cuando debatieron el Título I. Otro hecho que pesó en la discusión fue la aprobación el 14 de junio en Estella por los representantes de la mayoría de los ayuntamientos del País Vasco-navarro, dominados por la derecha no republicana que había triunfado en las elecciones municipales del 12 de abril, del Estatuto de Autonomía que incluía Vizcaya, Guipúzcoa, Álava y Navarra, y que fue rechazado por la izquierda por su carácter clerical ultramontano.
La propuesta de la Comisión no fue la República federal, sino lo que su presidente llamó el "Estado integral"

en el que son compatibles, junto a la gran España, las regiones, y haciendo posible,en ese sistema integral, que cada una de las regiones reciba la autonomía que merece por su grado de cultura y de progreso. Unas querrán quedar unidas, otras tendrán su autodeterminación en mayor o menor grado

Así en el párrafo tercero del artículo 1 se decía:

La República constituye un Estado integral, compatible con la autonomía de los Municipios y de las regiones

Después de cuatro días (del 22 al 25 de septiembre) de intensos y apasionados debates, se alcanzó un consenso sobre el tema más polémico, la delimitación de las competencias entre el Estado central y las "regiones autónomas", siguiendo una fórmula tripartita, propuesta por el diputado César Juarros y defendida por el presidente Alcalá-Zamora, y que finalmente es asumida por la Comisión y aceptada por los diputados nacionalistas catalanes: en el artículo 14 se determinaron las materias que eran de la "exclusiva competencia del Estado" tanto su legislación como su "ejecución directa"; en el artículo 15 las que la legislación correspondía al Estado y cuya ejecución podía ser ejercida por la región autónoma, "en la medida de su capacidad política, a juicio de las Cortes"; y en el artículo 16 las materias cuya legislación y ejecución correspondía a las regiones, "conforme a lo que dispongan los respectivos estatutos aprobados por las Cortes", y que no estaban enumeradas en el artículo sino que eran "las materias no comprendidas en los dos artículos anteriores".
La iniciativa de la creación de una "región autónoma" correspondía a las provincias limítrofes que acordaran formar un "núcleo político-administrativo" regido por un Estatuto de autonomía que la dotaría de un gobierno y un parlamento propios. Para constituirla se requería que fuera propuesta por la mayoría de sus municipios o que representaran dos tercios del censo electoral y posteriormente la propuesta de Estatuto debía ser aprobada en referéndum por los habitantes de la región. Tras ello el Estatuto debía ser discutido y validado por las Cortes que podían modificar o eliminar aquellos artículos que fueran contrarios a la Constitución o a las leyes orgánicas que la desarrollan, con lo que quedaba claro que los Estatutos estaban subordinados a la Constitución.
El debate sobre las competencias de las "regiones autónomas" y sobre el alcance mismo del "Estado integral" se reabrió con motivo de la aprobación del artículo 48 del proyecto de la Comisión (50 en la redacción definitiva) y a raíz de una enmienda presentada por Claudio Sánchez Albornoz en nombre de Acción Republicana que decía que "el Estado podrá mantener en ellas ["las regiones autónomas que organicen la enseñanza en sus lenguas respectivas"] centros de instrucción de todos los grados en el idioma de la República" y que suscitó la oposición a la inclusión del podrá, en lugar del mantendrá de la ponencia, entre un sector de la Cámara, encabezado por Miguel Maura, que acababa de abandonar el Gobierno Provisional, junto con el presidente Niceto Alcalá-Zamora, con motivo de la aprobación del artículo 24 (26 en la redacción definitiva) que establecía la completa separación de la Iglesia y el Estado. Para defender la enmienda, que finalmente fue aprobada por 143 votos contra 67, tomó la palabra el nuevo presidente del Gobierno y líder de Acción Republicana Manuel Azaña:

Una de las cosas que tiene que hacer la República es resolver el problema de Cataluña, y si no lo resolvemos, la República habrá fracasado, aunque viva cien años (Rumores), y la única manera de resolver el problema de Cataluña es resolverlo en sentido liberal... Y en todo el problema catalán no hay nada más irritante, a veces, que la cuestión de las lenguas. (...) Lo que no se puede hacer desde ahora es cerrar los caminos, disgustando a los que hemos venido aquí con el mejor deseo de dar a este problema una solución armónica que permita vivir a Cataluña en paz con toda España. (...) Señor Maura, no hablemos a los catalanes en tono de oposición de la cultura castellana. Tan española es la suya como la nuestra y juntos formamos el país y la República.

### Los Estatutos de Autonomía

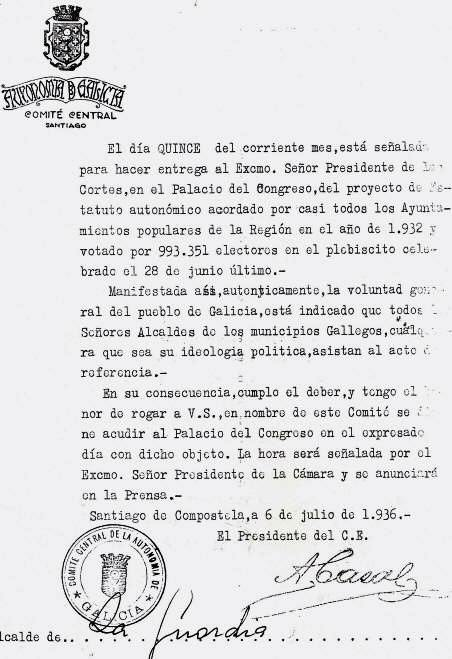
Escrito anunciando la presentación en las Cortes del proyecto de Estatuto de Galicia. Julio de 1936

El "Estado integral" definido por la Constitución obligó a las Cortes a introducir numerosos cambios en el Estatuto de Cataluña presentado por la Generalidad, ya que este partía de una concepción federal. Así la proclamación de Cataluña en el artículo 1 como "un Estado autónomo dentro de la República española" dio paso a "una región autónoma dentro del Estado español" y las amplias competencias atribuidas en el Estatuto de Nuria a la Generalidad fueron recortadas.
La Constitución exigía mayoría de dos tercios de votos afirmativos sobre censo en el referéndum de ratificación. El debate en las Cortes fue muy largo y accidentado, en otros motivos, por las tácticas obstruccionistas empleadas por la derecha monárquica y católica que consideraba que el Estatuto ponía en riesgo la "unidad de España" (y que además organizaron una gran movilización en toda España en contra del mismo). Solo el fracaso del golpe de Estado del general Sanjurjo de agosto de 1932 hizo que los partidos que apoyaban al gobierno de Manuel Azaña dejaran de lado sus diferencias sobre el "problema catalán" y el 9 de septiembre de 1932 se aprobó el Estatuto de Cataluña por 314 votos a favor y 24 en contra. El de Cataluña fue el único Estatuto de Autonomía que se aprobó antes del inicio de la guerra civil.
El Estatuto del País Vasco, tras el largo y complejo proceso que siguió al rechazo por las Cortes de la primera propuesta (Estatuto de Estella), fue aprobado el 10 de octubre de 1936, y no se pudo aplicar en Álava y partes de Guipúzcoa y Vizcaya porque estaban bajo control del bando sublevado contra la República. En Galicia el referéndum para ratificar su Estatuto de Autonomía se celebró el 28 de junio de 1936 y el 15 de julio se entregó el texto del Estatuto de Galicia al presidente de las Cortes para que fuera discutido por las Cortes. Tres días después toda Galicia estaba controlada por los sublevados en el golpe de Estado de julio de 1936 por lo que nunca entró en vigor. Otras iniciativas en pro de la autonomía, aunque todavía incipientes, como las de Cantabria, Andalucía, Aragón y el País Valenciano quedaron abortadas por la guerra civil.

## Garantías y derechos constitucionales
En el discurso de presentación del proyecto de Constitución, Luis Jiménez de Asúa definió el Título III.Derechos y deberes de los españoles como "la parte dogmática de la Constitución" que consideraba "tan importante o más que la orgánica". Y a continuación destacó las dos novedades que a su juicio presentaba el proyecto: que "ensancha los derechos" ya que no solo recoge los derechos individuales sino también "los derechos de las entidades colectivas" (siguiendo el camino iniciado por la Constitución mexicana de 1917, la Constitución rusa de 1918 y la Constitución de Weimar de 1919); y segundo lugar que no se limita a enumerar los derechos sino que "les damos garantías seguras: de una parte, la regulación concreta y normativa; de otra, los recursos de amparo y las jurisdicciones propias para poderlos hacer eficaces". Todo ello para "dar garantías a los ciudadanos contra ataques del Poder ejecutivo". En el debate parlamentario los artículos de este Título referidos a la religión, a la familia y a la enseñanza y el artículo 3 del Título preliminar se discutieron conjuntamente después al estar todos ellos englobados en la "cuestión religiosa".
El primer grupo de derechos y libertades individuales y colectivas aparece recogido en el Capítulo I. Garantías individuales y políticas. En el artículo 28 se reconoce el principio de no retroactividad de las leyes y el principio de legalidad ("nadie será juzgado sino por juez competente y conforme a los trámites legales"; en el artículo 29 el imperio de la ley y el derecho del habeas corpus ("Nadie podrá ser detenido ni preso sino por causa de delito. Todo detenido será puesto en libertad o entregado a la autoridad judicial, dentro de las veinticuatro horas siguientes al acto de detención. toda detención se dejará sin efecto o se elevará a prisión, dentro de las setenta y dos horas de haber sido entregado el detenido al juez competente. (...) Incurrirán en responsabilidad las autoridades cuyas órdenes motiven infracción de este artículo, y los agentes y funcionarios que las ejecuten, con evidencia de su ilegalidad"); en el artículo 31 la libertad de circulación y la inviolabilidad del domicilio; en el artículo 32 la inviolabilidad de la correspondencia; en el artículo 33 la libertad de elección de profesión y la libertad de industria y comercio, "salvo las limitaciones que, por motivos económicos y sociales de interés general, impongan las leyes"; en el artículo 34 la libertad de expresión, y como garantía se añade "en ningún caso podrá recogerse la edición de libros y periódicos sino en virtud de mandamiento de juez competente. No podrá decretarse la suspensión de ningún periódico, sino por sentencia firme"; en el artículo 35 el derecho de petición; en el artículo 37 el deber de todo ciudadano de prestar "servicios civiles o militares, con arreglo a las leyes"; en el artículo 38 el derecho de reunión "pacífica y sin armas" y el derecho de manifestación; en el artículo 39 la libertad de asociación y sindicación; en el artículo 41 la "inamovilidad" de los funcionarios y su derecho a no ser molestados ni perseguidos por "sus opiniones políticas, sociales o religiosas" y a "constituir asociaciones profesionales que no impliquen injerencia en el servicio público les estuviere encomendado". Por último en el artículo 42 se regula la suspensión acordada por decreto del Gobierno, que deberá ser ratificado por las Cortes o por la Diputación Permanente si las Cortes estuvieran disueltas, de los "derechos y garantías consignados en los artículos 29, 31, 34, 38 y 39 "en casos de notoria e inminente gravedad". "Durante la suspensión regirá, para el territorio a que se aplique, la ley de Orden Público". El artículo 42 termina diciendo: "En ningún caso podrá el Gobierno extrañar o deportar a los españoles, ni desterrarlos a distancia superior a 250 kilómetros de su domicilio".

### La jurisdicción militar
La Comisión de Constitución respecto de esta cuestión no siguió lo establecido en una de las Constituciones en las que dijo haberse inspirado, la Constitución de Weimar, que abolía los tribunales militares, "salvo en tiempo de guerra", sino que en el artículo 96 del proyecto (95 en la redacción final) adoptó la propuesta de la Comisión Jurídica Asesora que disponía que "la jurisdicción penal militar quedará limitada a los servicios de armas y a la disciplina del Ejército y de la Marina de guerra", añadiendo a continuación "no podrá establecerse fuero alguno por razón de las personas ni de los lugares. Se exceptúa el caso de estado de guerra, con arreglo a ley de Orden público". Así pues la jurisdicción penal militar no quedó limitada a "tiempo de guerra" -que significa guerra real con potencia extranjera- sino que era competente cuando se produjeran graves alteraciones del orden público que obligaran a declarar el estado de guerra. Pero además durante el debate parlamentario el proyecto fue sustancialmente alterado ya que se amplió el ámbito de su jurisdicción a las fuerzas de Orden Público (Guardia Civil, Carabineros y cualquier otro posible cuerpo de orden público militarizado) ya que la frase "a los servicios de armas y a la disciplina del Ejército y de la Marina de guerra", fue sustituida por "a los servicios de armas y a la disciplina de los Institutos armados". Por último, y lo que fue un cambio todavía más sustancial, se incluyó en el ámbito de competencias de la jurisdicción penal militar los "delitos militares". La propuesta fue formulada por el diputado y militar Carlos Blanco de la Derecha Liberal Republicana y apoyada por Rodríguez Pérez que creía que "uno de los medios más eficaces que podemos poner en manos de la República para su propia conservación es la de que la Jurisdicción militar opere en los casos de delitos militares". Los párrafos segundo y tercero del artículo 95 quedaron finalmente redactados así:

La jurisdicción penal militar quedará limitada a los delitos militares, a los servicios de armas y a la disciplina de los Institutos armados./

No podrá establecerse fuero alguno por razón de las personas ni de los lugares. Se exceptúa el caso de estado de guerra, con arreglo a la ley de Orden público

Esta forma de definir la jurisdicción penal militar, junto con la no modificación del Código de Justicia Militar que era la ley que determinaba el alcance del "delito militar", tuvo como consecuencia que los ciudadanos que expresaron críticas de palabra o por escrito a los "Institutos armados" (las Fuerzas Armadas y las fuerzas de orden público militarizadas como la Guardia Civil) no fueron juzgados por la justicia ordinaria sino que fueron sometidos a consejos de guerra, por lo que la abolición de la Ley de Jurisdicciones de 1906 decretada por el Gobierno Provisional a los pocos días de proclamarse la República no tuvo efectividad real. Así la Sala Sexta del Tribunal Supremo de lo Militar declaró reiteradamente la competencia de la jurisdicción militar en los supuestos de ofensas a la Guardia Civil por medio de la imprenta. Asimismo las actuaciones en manifestaciones y reuniones públicas quedaron sujetas a los consejos de guerra, así como las posibles extralimitaciones de sus funciones por la Guardia Civil o por el Ejército. Así fueron competencia de los tribunales militares la presunta "agresión a fuerza armada" que acude a reprimir un desorden público, los "maltratos a un detenido por parte de la Guardia Civil", la "muerte (de un paisano) producida por la Guardia Civil en acto de servicio", las "frases ofensivas de un paisano proferidas contra un teniente de la Guardia Civil en el acto de detenerlo", el "delito cometido por la Guardia Civil, o de que sea víctima, en acto de servicio", etc. El prestigioso jurista Pérez Serrano denunció este abuso "antiliberal" de la jurisdicción militar pero no fue escuchado. Lo mismo hizo el socialista Juan Simeón Vidarte que presentó una proposición de ley para excluir de la jurisdicción militar a los paisanos pero fue rechazada. Años después escribió:

Aunque ello parezca extraño, no llegó a modificarse el Código de Justicia Militar y en todos los choques que se produjeron entre el pueblo y la Guardia Civil, siguieron interviniendo los Consejos de guerra

### La Ley de Defensa de la República
El nuevo gobierno provisional presidido por Manuel Azaña presentó el 20 de octubre de 1931, solo seis días después de su constitución, el proyecto de Ley de Defensa de la República para su discusión por las Cortes Constituyentes con carácter urgente, cuando ya se había aprobado el Título III de la Constitución "Derechos y deberes de los españoles" pero aún quedaba más de la mitad del proyecto de Constitución por discutir. La nueva ley se presentó en el Parlamento con carácter de urgencia y fue aprobada casi sin discusión. De esta forma el nuevo Gobierno Provisional se dotó de un instrumento de excepción al margen del sistema judicial para actuar contra los que cometieran “actos de agresión contra la República”.
La ley iba a estar vigente hasta la disolución de las Cortes Constituyentes, pero como éstas fueron prorrogadas para que aprobaran las leyes especiales previstas en la Constitución, se planteó el problema de que existía una clara incompatibilidad entre la Ley de Defensa de la República y la Constitución que iba a aprobarse. Era incompatible con el artículo 34 de la Constitución que garantizaba la libertad de expresión ya que consideraba  “actos de agresión a la República” la “incitación a resistir o a desobedecer las leyes o las disposiciones legítimas de la autoridad” (Art. 1.I), “la difusión de noticias que puedan quebrantar el crédito o perturbar la paz o el orden público” (Art. 1.III), “toda acción o expresión que redunde en menosprecio de las Instituciones del Estado” (Art. 1.V) y “la apología del régimen monárquico... y el uso del emblema, insignias o distintivos alusivos” (Art. 1.VI). Además la ley preveía la suspensión por orden del ministro de la Gobernación de los periódicos que incurrieran en los supuestos anteriores, lo que contravenía el último párrafo de ese mismo artículo 34 que determinaba: “no podrá decretarse la suspensión de ningún periódico, sino por sentencia firme”. También violaba el artículo 38 que reconocía el derecho de reunión y de manifestación porque el artículo 3 confería al ministro de la Gobernación la facultad “para suspender las reuniones o manifestaciones públicas de carácter político, religioso o social, cuando por las circunstancias de su convocatoria sea presumible que su celebración pueda perturbar la paz pública”. Así como el artículo 39 que reconocía el derecho de asociación porque también el artículo 3 confería al ministro de la Gobernación la facultad “para clausurar los Centros o Asociaciones que se considere incitan a la realización de actos de agresión contra la República” y “para intervenir la contabilidad e investigar el origen y distribución de fondos” de cualquier asociación. También contravenía el artículo 33 que reconocía la “libertad de industria y comercio” porque consideraba “agresión a la República” “la suspensión o cesación de industrias o labores de cualquier clase, sin justificación bastante” (Art. 1.VIII) y la “alteración injustificada del precio de las cosas” (Art. 1.X). Asimismo podía violar el artículo 41 que garantizaba la “inamovilidad” de los funcionarios y el derecho de éstos a no ser molestados ni perseguidos “por sus opiniones políticas, sociales y religiosas”, porque la “falta de celo de los funcionarios públicos en el desempeño de sus servicios” (Art. 1.XI) podría ser sancionada con la suspensión o separación de su cargo o ser “postergados en sus respectivos escalafones”. La ley restringía también el derecho de huelga, aunque este no había sido reconocido expresamente en la Constitución, al incluirse en los “actos de agresión contra la República” “las huelgas no anunciadas con ocho días de anticipación,... las declaradas por motivos que no se relacionen con las condiciones de trabajo y las que no se sometan a un procedimiento de arbitraje o conciliación” (Art. 1.IX). Por último, contravenía el artículo 28 que establecía que “nadie será juzgado sino por juez competente” porque quien aplicaba la ley era el ministro de la Gobernación y era él quien decidía la sanción (el extrañamiento o el confinamiento “por un período no superior a la vigencia de esta ley” o la imposición de multas hasta “la cuantía máxima de 10.000 pesetas”), y sin que el acusado tuviera la posibilidad de recurrir la decisión ante ningún tribunal de justicia (artículos 2 y 4 de la ley).
Para eludir el problema, el 8 de diciembre de 1931, un día antes de que se sometiera a votación el texto definitivo de la Constitución, el presidente Manuel Azaña solicitó a las Cortes que con carácter urgente la Ley de Defensa de la República (junto con la Ley de 26 de agosto sobre la Comisión de Responsabilidades) fuera incluida en la Constitución para hacerla compatible con la misma, “una solución más atentatoria aún a los principios del estado de derecho que la propia Ley”.
El diputado Ángel Ossorio y Gallardo, expresidente de la Comisión Jurídica Asesora que redactó el anteproyecto de la Constitución, protestó por el procedimiento que se había escogido que impedía un debate sosegado y profundo sobre la propuesta y sobre todo por el fondo, destacando la total contradicción entre la Ley de Defensa de la República y el Título III de la Constitución, por lo que “será cosa tristemente notable que el minuto anterior a votar una Constitución, la borremos”.

No estaba yo prevenido cuando vine a la Cámara de que habría de votar medida tan excepcional como una ley de Defensa de la República que se aparta de la Constitución, que se pone sobre el Código penal. Cuando el Gobierno presentó la ley, dijo en un artículo que esta ley viviría lo que las Cortes Constituyentes... pero de pronto se nos pide que incorporemos esa ley a la Constitución como artículo adicional.(...) Votar la Constitución garantizadora de todos los derechos de los españoles y el mismo día, en su propio texto, decir que ponemos otra vez nuestra confianza en una ley excepcional de esos mismos derechos, me parece una paradoja de tal gravedad que nadie podrá aceptarla sin vacilaciones

Azaña le responde que la Ley de Defensa de la República es necesaria para gobernar. A continuación se aprueba la nueva Disposición Transitoria Segunda:

La ley de 26 de Agosto próximo pasado, en la que se determina la competencia de la Comisión de responsabilidades, tendrá carácter constitucional transitorio hasta que concluya la misión que le fue encomendada; y la de 21 de Octubre [de Defensa de la República] conservará su vigencia asimismo constitucional mientras subsistan las actuales Cortes Constituyentes, si antes no la derogan éstas expresamente

La Ley de Defensa de la República hasta su derogación el 29 de agosto de 1933, tras aprobarse la Ley de Orden Público de 28 de julio de 1933, fue “la norma fundamental en la configuración del régimen jurídico de las libertades públicas durante casi dos años de régimen republicano”. Los juristas de la época ya advirtieron que la inclusión de la Ley de Defensa de la República en la Constitución suponía la derogación de hecho o la suspensión transitoria del Título III. El jurista Adolfo Posada afirmó que “la Constitución española promulgada el 9 de diciembre no ha comenzado a vivir plenamente” a causa de la Disposición Transitoria Segunda. El también jurista Nicolás Pérez Serrano señaló en una obra publicada en 1932 que la inclusión de la Ley de Defensa de la República suponía la “derogación virtual” del Título III añadiendo a continuación que “no deja de ser paradójico que se haya organizado todo un código fundamental tan inservible que no pueda defender la República”. Y concluía: “nunca, nunca quedará libre de este aditamento triste y agrio”.

### La Ley de Orden Público de 1933
El 28 de julio de 1933 las Cortes aprobaban la Ley de Orden Público que sustituyó a la Ley de Defensa de la República, norma de excepción que había regulado el orden público durante el primer bienio republicano (1931-1933).
La nueva Ley de Orden Público facultaba al gobierno para establecer tres estados de excepción por Decreto, sin necesidad de que las Cortes suspendieran previamente las garantías constitucionales (así lo afirmó el miembro de la Comisión José Sánchez-Covisa de Acción Republicana frente a algunos diputados de la oposición que decían que la Ley Orden Público solo podía regir en el supuesto de previa suspensión de las garantías constitucionales, por lo que los decretos del Gobierno tendrían que ser refrendados por las Cortes: «la Constitución dice [en el artículo 42] que cuando estén suspendidas las garantías constitucionales regirá la Ley de Orden Público, que no es lo mismo. La diferencia esencial entre la Ley de Orden Público de 1870 -creo que lo ha dicho el ministro de la Gobernación y se consigna en el preámbulo del Proyecto de Ley-, la diferencia esencial está en que aquélla necesitaba previamente la suspensión de las garantías, y ésta no la precisa»).:
- El estado de prevención facultaba al Gobierno, que era quien lo declaraba, para tomar «medidas no aplicables en régimen normal» durante dos meses, que podían ser prorrogados.[42] Estas medidas gubernativas afectaban al derecho de “libre de circulación por el territorio nacional, facultaban la intervención en industrias y comercios que pudieran motivar alteraciones del orden público, con la posibilidad de suspenderlos temporalmente, obligaban a la presentación previa de publicaciones y atribuían competencias preventivas sobre reuniones y asociaciones”.[43]
- El estado de alarma podía ser declarado por el Gobierno «cuando así lo exija la seguridad del Estado, en casos de notoria e inminente gravedad». Facultaba a las autoridades gubernativas para practicar registros de domicilios, detenciones preventivas, imponer penas de destierro hasta 250 kilómetros (que era el límite establecido en la Constitución), «compeler» a presuntos alteradores al cambio de residencia, prohibir actos públicos y disolver asociaciones consideradas peligrosas.[44] José Sánchez Covisa, presidente de la Comisión y defensor del dictamen, reconoció que el estado «de alarma es un estado de suspensión absoluta de garantías. De modo que del estado de alarma al de guerra no hay más que un paso: la resignación de los poderes de la autoridad civil y la entrega del mando a la autoridad militar».[41]
- El estado de guerra también era declarado por el Gobierno si la autoridad civil no pudiera «dominar en breve término la agitación y restablecer el orden». Bajo el estado de guerra asume el mando supremo la autoridad militar.[45]

En los estados de prevención y de alarma los presuntos delitos contra el orden público no eran juzgados por los tribunales ordinarios sino por unos “tribunales de urgencia” creados por la ley e integrados por magistrados de la correspondiente Audiencia Nacional, y en los que los sumarios y causas se tramitarían perentoriamente, y en el estado de guerra por consejos de guerra integrados únicamente por militares.
Las sanciones impuestas por los “tribunales de urgencia” podían ser recurridas ante el Tribunal de Garantías Constitucionales, pero se presentaron muy pocos recursos, lo que sería una prueba de su ineficacia.
En el debate parlamentario los diputados que se opusieron a la ley destacaron que con ella «el ciudadano... está entregado a la arbitrariedad de la autoridad gubernativa» (como dijo Antonio Royo Villanova de la Minoría Agraria) o que “el defecto cardinal de esta Ley es el de querer hacer compatible un estado de excepción con el estado normal” (en palabras de Eduardo Ortega y Gasset). José Antonio Balbontín del grupo llamado de los jabalíes señaló que la nueva ley era como la Ley de Defensa de la República, solo que con otro nombre, ya que el estado de prevención o alarma previsto «será poco menos que perpetuo. Los preceptos señalados aquí para regular el estado de alarma son los que vienen rigiendo desde que se implantó la República». Por último Ángel Ossorio y Gallardo planteó la anticonstitucionalidad de algunos artículos, entre ellos el 18 que permitía a la autoridad la prohibición preventiva de cualquier reunión. Como ha señalado el historiador Manuel Ballbé:

Los acontecimientos posteriores demostraron cuán acertadas eran las críticas... y que en realidad esta Ley completaba las bases de un Estado autoritario. Otra paradoja de la Historia ha sido que los autores de la misma —principalmente los socialistas— serían sus primeras víctimas

El gobierno republicano-socialista de Manuel Azaña que la hizo aprobar por las Cortes no tuvo prácticamente tiempo para aplicarla pues cayó tres meses después. En cambio los gobiernos radical-cedistas del segundo bienio recurrieron de forma sistemática a la Ley de Orden Público, por lo que  “el estado de excepción pasará a ser la regla, siendo verdaderamente excepcionales los períodos en que rige la normalidad constitucional”.
Durante los seis meses de gobierno del Frente Popular hasta el inicio de la guerra civil española tampoco se volvió a la normalidad constitucional, pues el estado de alarma declarado por el gobierno de Portela Valladares el 17 de febrero fue prorrogado mes a mes por los gobiernos de Manuel Azaña y de Santigo Casares Quiroga, y eso a pesar de que en el programa de la coalición se incluía el restablecimiento de las garantías constitucionales y la revisión de la Ley de Orden Público para que «sin perder nada de su eficacia defensiva garantice mejor al ciudadano contra la arbitrariedad del poder; adoptándose también las medidas necesarias para evitar las prórrogas abusivas de los estados de excepción».
Así pues, desde la aprobación de la ley en julio de 1933 hasta el inicio de la guerra civil española en julio de 1936 las garantías de los derechos y libertades individuales y colectivas reconocidos en la Constitución de 1931 estuvieron suspendidas durante prácticamente todo ese tiempo.

## Los límites del derecho de propiedad: "la propiedad podrá ser socializada"
En el debate de los derechos económicos, sociales y culturales recogidos en el Capítulo II. Familia, economía y cultura del Título III el artículo más intensamente discutido fue el 42 del proyecto de la Comisión (artículo 44 en la redacción definitiva) porque en él se recogía lo que Claudio Sánchez Albornoz, portavoz de Acción Republicana, llamó la "tendencia socializante" de la Constitución y que su partido apoyaba. El portavoz socialista en el debate de totalidad, el también ministro de Justicia del Gobierno Provisional, Fernando de los Ríos justificó así la propuesta de llevar a cabo la "socialización" de la propiedad:

"Economía libre" quiere decir "hombre esclavo" y, en cambio, una economía sojuzgada y sometida es lo único que hace posible una verdadera posición de libertad para el hombre. Y eso es lo que nosotros representamos; vamos hacia una economía planificada, hacia una economía sojuzgada, hacia una economía sometida, hacia una economía disciplinada y subordinada al interés público

Así en la proyecto de la Comisión se decía en el primer párrafo que "la propiedad de las fuentes naturales de riqueza, existentes dentro del territorio nacional, pertenecen originariamente al Estado en nombre de la Nación" y en el segundo "El Estado, que reconoce actualmente la propiedad privada en razón directa de la función útil que ella desempeña el propietario, procederá de modo gradual a su socialización". Sin embargo ambas propuestas fueron cambiadas durante el debate. El primer párrafo fue suprimido y en su lugar se puso el artículo 45 del proyecto: "Toda la riqueza del país, sea quien fuere su dueño, está subordinada a los intereses de la economía nacional y afecta al sostenimiento de las cargas públicas, con arreglo a la Constitución y a las leyes". Se redactó un párrafo segundo nuevo (fusión de los párrafos cuarto y quinto del proyecto) que decía: "La propiedad de toda clase de bienes podrá ser objeto de expropiación forzosa por causa de utilidad social mediante adecuada indemnización, a menos que disponga otra cosa una ley aprobada por los votos de la mayoría absoluta". Y a continuación se situó el antiguo párrafo segundo completamente cambiado: "Con los mismos requisitos la propiedad podrá ser socializada".
También se cambió la redacción del párrafo tercero del proyecto ("El Estado tendrá en todo tiempo el derecho de imponer a la propiedad privada las transformaciones que convengan al interés público") por "El Estado podrá intervenir por ley la explotación y coordinación de industrias y empresas cuando así lo exigieran la racionalización de la producción y los intereses de la economía nacional". El párrafo sexto también fue modificado. De la redacción inicial "Los servicios públicos y las explotaciones que afectan al interés nacional deberán ser nacionalizados en el más breve plazo posible" se pasó a "Los servicios públicos y las explotaciones que afecten al interés nacional pueden ser nacionalizados en los casos en que la necesidad social así lo exija". El último párrafo se mantuvo prácticamente igual: "En ningún caso se impondrá la pena de confiscación de bienes".
En el artículo 45 se ponía "toda la riqueza artística e histórica del país, sea quien fuere su dueño, bajo la salvaguarda del Estado, que podrá prohibir su exportación y enajenación y decretar las expropiaciones legales que estimare oportunas para su defensa. En el 46 referente al trabajo, que "gozará de la protección de las leyes", se establecía que "la República asegurará a todo trabajador las condiciones necesarias de una existencia digna" y a continuación se hacía una prolija enumeración de los temas que "su legislación social regulará" (desde el "seguro de paro forzoso" al derecho a las "vacaciones anuales remuneradas"), incluida "la participación de los obreros en la dirección, la administración y los beneficios de las empresas". En el 47 se hacía mención a las medidas a tomar para la protección del campesino.

## El derecho al voto de las mujeres

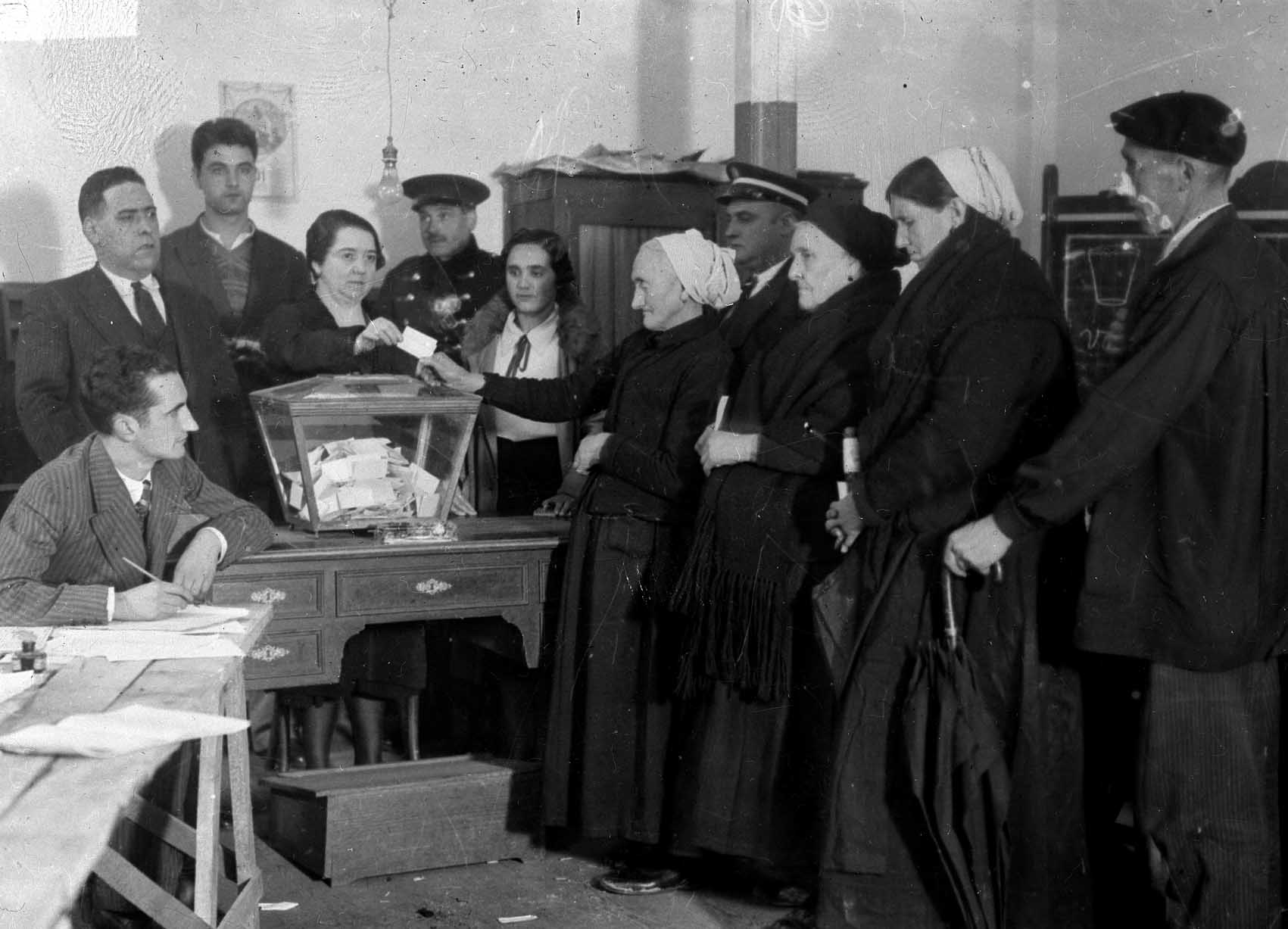
Mujeres ejerciendo su derecho al voto en Éibar en noviembre de 1933. Foto realizada por Indalecio Ojanguren.

Las elecciones a Cortes Constituyentes se realizaron por sufragio universal masculino, quedando excluidas las mujeres, aunque éstas se pudieron presentar como candidatas. Solo tres mujeres resultaron elegidas: Margarita Nelken en las listas del Partido Socialista Obrero Español, Clara Campoamor en las del Partido Republicano Radical y Victoria Kent en las del Partido Republicano Radical Socialista. Estas dos últimas protagonizarán el debate sobre el sufragio femenino.
Uno de los principales oponentes a la concesión del derecho al voto a las mujeres fue el catedrático de patología de la Universidad de Madrid y diputado por la Federación Republicana Gallega, Roberto Novoa Santos que aprovechó su intervención como portavoz de su grupo parlamentario en el debate de totalidad del proyecto de la Constitución de 1931 para manifestarse en contra del mismo siguiendo "argumentos biológicos" como que a la mujer no la domina la reflexión y el espíritu crítico sino la emoción y todo lo que tiene que ver con los sentimientos. Basándose en el psicoanálisis sostenía que el histerismo es consustancial a la psicología femenina. Asimismo recurrió al argumento de que conceder el voto a la mujer sería dar el triunfo a la derecha y convertir a España en un "Estado conservador o teocrático". En ese debate de totalidad afirmó:

Creo que podría concederse en el régimen electoral que la mujer fuese siempre elegible por los hombres; pero, en cambio, que la mujer no fuese electora. (...)¿Cuál sería el destino de la República si en un futuro próximo, muy próximo, hubiésemos de conceder el voto a las mujeres? Seguramente una reversión, un salto atrás. Y es que a la mujer no la domina la reflexión y el espíritu crítico; la mujer se deja llevar siempre de la emoción, de todo aquello que habla a sus sentimientos... El histerismo no es una enfermedad, es la propia estructura de la mujer; la mujer es eso: histerismo y por ello es voluble, versátil, es sensibilidad de espíritu y emoción. Esto es la mujer. Y yo pregunto: ¿en qué despeñadero nos hubiéramos metido si en un momento próximo hubiéramos concedido el voto a la mujer?

Un debate previo al del sufragio femenino pero de gran importancia fue el del artículo 23 (25 en la redacción definitiva) en el que después de afirmar que "no podrán ser fundamento de privilegio jurídico: el nacimiento, la clase social, la riqueza, las ideas políticas y las creencias religiosas", se decía en el párrafo segundo: "Se reconoce, en principio, la igualdad de derechos de los dos sexos". El artículo acababa: "El Estado no reconoce los títulos y distinciones nobiliarios". Clara Campoamor, como miembro de la Comisión de Constitución, defendió su voto particular para incluir en el primer párrafo que tampoco el sexo puede ser objeto de privilegio y la supresión del segundo párrafo para que se reconociera plenamente la igualdad entre hombres y mujeres y no solo "en principio". Victoria Kent también apoyó la propuesta, que finalmente quedó aprobada:

Artículo 25. No podrán ser fundamento de privilegio jurídico: la naturaleza, la filiación, el sexo, la clase social, la riqueza, las ideas políticas ni las creencias religiosas. El Estado no reconoce distinciones ni títulos nobiliarios

Al día siguiente, 30 de septiembre de 1931, comenzó el debate del artículo 34 del proyecto de la Comisión (36 en la redacción definitiva) en el que se reconocía el derecho al voto de las mujeres. El diputado Hilario Ayuso propuso una enmienda por la que los varones puedan votar desde los veintitrés años, pero las mujeres desde los cuarenta y cinco, a lo que Clara Campoamor no sabe si responder con el "desdén o la indignación". A continuación interviene el portavoz del Partido Republicano Radical para advertir sobre los peligros que entraña el voto de la mujer y propone posponer la decisión a la futura ley electoral. Estas enmiendas son rechazadas.
Al día siguiente, 1 de octubre, interviene Victoria Kent para pedir que se aplace la concesión del voto a las mujeres, porque en su opinión la mujer española carecía en aquel momento de la suficiente preparación social y política como para votar responsablemente, por lo que, por influencia de la Iglesia, su voto sería conservador, lo que perjudicaría a los partidos de izquierdas (para Victoria Kent una de las pruebas del alineamiento mayoritario de las mujeres con la derecha antirrepublicana sería la entrega al presidente de las Cortes un millón y medio de firmas de mujeres católicas pidiendo el cambio del proyecto de Constitución para que se respetaran los "derechos de la Iglesia"). En su intervención ante la Cámara dice:

Que creo que el voto femenino debe aplazarse. Que creo que no es el momento de otorgar el voto a la mujer española. Lo dice una mujer que, en el momento crítico de decirlo, renuncia a un ideal.(...) Lo pido porque no es que con ello merme en lo más mínimo la capacidad de la mujer; no, Sres. Diputados, no es cuestión de capacidad; es cuestión de oportunidad para la República. (...) Cuando la mujer española se dé cuenta de que sólo en la República están garantizados los derechos de ciudadanía de sus hijos, de que sólo la República ha traído a su hogar el pan que la monarquía no les había dejado, entonces, Sres. Diputados, la mujer será la más ferviente, la más ardiente defensora de la República; pero, en estos momentos, cuando acaba de recibir el Sr. Presidente firmas de mujeres españolas que, con buena fe, creen en los instantes actuales que los ideales de España deben ir por otro camino, cuando yo deseaba fervorosamente unos millares de firmas de mujeres españolas de ahesión a la República (La Srta. Campoamor: Han venido.)... he de confesar humildemente que no la he visto. (...) Por hoy, Sres. Diputados, es peligrosos conceder el voto a la mujer

En seguida le responde Clara Campoamor en defensa de la concesión inmediata del derecho al voto a las mujeres:

Precisamente porque la República me importa tanto, entiendo que sería un gravísimo error político apartar a la mujer del derecho del voto. (...) Yo soy Diputado por la provincia de Madrid; la he recorrido, no sólo en cumplimiento de mi deber, sino por cariño, y muchas veces, siempre, he visto que a los actos públicos acudía una concurrencia femenina muy superior a la masculina, y he visto en los ojos de esas mujeres la esperanza de redención, he visto el deseo de ayudar a la República, he visto la pasión y la emoción que ponen en sus ideales. La mujer española espera hoy de la República la redención suya y la redención del hijo. No cometáis un error histórico que no tendréis nunca bastante tiempo para llorar al dejar al margen de la República a la mujer, que representa una fuerza nueva, una fuerza joven... Que está anhelante, aplicándose a sí misma la frase de Humboldt, de que la única manera de madurarse para el ejercicio de la libertad y de hacerla accesible a todos, es caminar dentro de ella

Sometida a votación la propuesta de la Comisión (de la que solo se modificó la edad mínima para poder votar que pasó de veintiuno a veintitrés años, debido a que, según explicó un miembro de la Comisión, de los 21 a los 23 años se está haciendo el servicio militar y se teme una politización en los cuarteles), quedó aprobada por 161 votos contra 121.

Artículo 36. Los ciudadanos de uno y otro sexo, mayores de veintitrés años, tendrán los mismos derechos electorales conforme determinen las leyes

Dos meses después Victoria Kent aún hizo un último intento para conseguir que se aplazara el sufragio femenino presentando una disposición transitoria en la que se decía que las mujeres no podrían ejercer el derecho al voto en unas elecciones generales hasta de después de haberlo ejercido al menos dos veces en unas elecciones municipales. De nuevo intervino Clara Campoamor para oponerse a que "dentro de la Constitución, se eleve, a la manera de los lacedemonios un monumento al miedo". La propuesta de Victoria Kent fue rechazada por un estrechísimo margen, 131 votos contra 127.

## La cuestión religiosa: el Estado laico

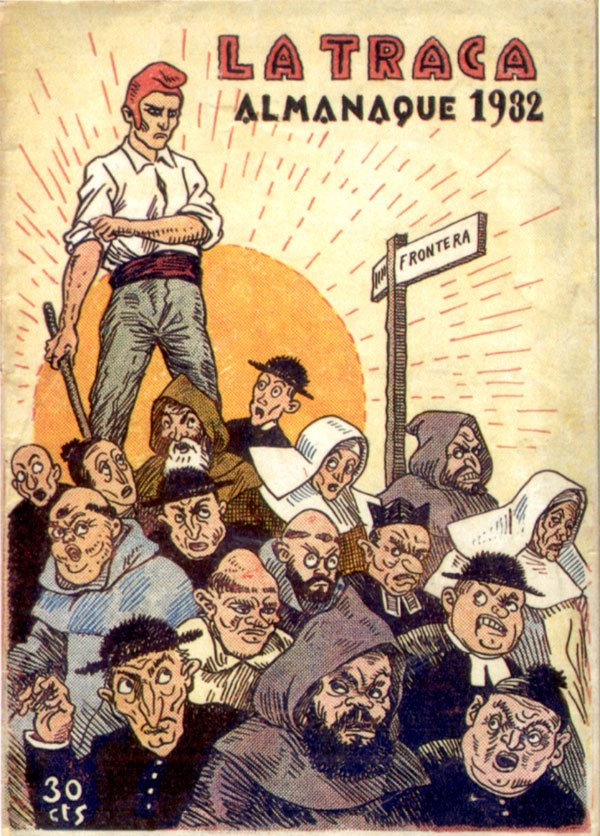
Portada del Almanaque 1932 de la revista satírica La Traca publicado nada más aprobarse la Constitución de 1931 en la que se declaraba el carácter laico del Estado

Por primera vez en la historia del constitucionalismo español se puso fin a la confesionalidad del Estado al proclamar el artículo 3

El Estado español no tiene religión oficial

En el artículo 26 se desarrolló este principio laico de completa separación de la Iglesia y el Estado al definir a las confesiones religiosas como "asociaciones sometidas a una ley especial" y al prohibirse que recibieran ningún tipo de subvención por parte del Estado (el presupuesto del clero se extinguiría en un plazo máximo de dos años). Las órdenes religiosas que dispusieran de un cuarto voto de "obediencia a autoridad distinta a la legítima del Estado" -caso de los jesuitas- serían disueltas y sus bienes nacionalizados y las demás serían sometidas a una ley especial que les prohibiría, entre otras cosas, ejercer la enseñanza, y sus bienes podrían ser nacionalizados.
En el artículo 27 se reconocía la libertad de conciencia y de cultos, aunque "las manifestaciones públicas del culto" quedaban sujetas a la autorización previa del Gobierno, y se secularizaban los cementerios. En el artículo 43 se reconoció el derecho al divorcio por “mutuo disenso o a petición de ambos cónyuges, con alegación en este caso de justa causa”. Y el artículo 48 instituyó la escuela laica y “unificada”, manteniéndose la limitación de la actividad educativa de la Iglesia a “enseñar sus respectivas doctrinas en sus propios establecimientos”, bajo la inspección del Estado.
Esta forma de afrontar la cuestión religiosa fue rechazada por la Iglesia Católica y por la derecha, tanto la católica (la Minoría Agraria y la Minoría vasco-navarra se retiraron de las Cortes) como la republicana, y provocó una grave crisis política en el Gobierno Provisional, al presentar su dimisión su presidente Niceto Alcalá-Zamora y el ministro de la Gobernación, Miguel Maura, dirigentes ambos de la Derecha Liberal Republicana (que en julio de 1931 había cambiado su nombre por el de Partido Republicano Progresista), por estar en completo desacuerdo con aquella. Alcalá-Zamora fue sustituido por Manuel Azaña que había tenido una participación decisiva en el debate del artículo 26. A partir de entonces se inició una amplia movilización de los católicos para revisar la Constitución.

## Estructura del Estado
El Título IV. Las Cortes, el Título V. Presidencia de la República, el Título VI. Gobierno y el Título VII. Justicia, son los apartados de la Constitución en que se determinó la estructura del Estado republicano.

### La Presidencia de la República

Estandarte Presidencial de Niceto Alcalá-Zamora.

Según el presidente de la Comisión de Constitución Luis Jiménez de Asúa, y una vez descartada la alternativa de las repúblicas presidencialistas en las que el presidente detenta en exclusiva el poder ejecutivo, el modelo propuesto era una "síntesis" entre el sistema semipresidencialista de la Constitución de Weimar de Alemania, y el de las repúblicas parlamentarias como la Tercera República Francesa, en las que el presidente de la República era una figura representativa casi sin ningún poder efectivo. "Nosotros tratamos de establecer una síntesis entre el Presidente fuerte [a la alemana, que es elegido por el pueblo, tiene el poder de legislar por Decreto, y puede en ciertos casos disolver la Cámara] y el Presidente débil [a la francesa, elegido por la Asamblea, reunidos la Cámara de los Diputados y el Senado, y que prácticamente no tiene facultades para disolver las Cámaras]".
Según el modelo adoptado finalmente, que fue calificado de parlamentarismo atenuado, el presidente del Consejo de Ministros necesitaba la doble confianza del Presidente de la República y de las Cortes para poder gobernar. Era nombrado por el presidente de la República (Artículo 75), y luego debía conseguir la aprobación de las Cortes. Si no la obtenía, el presidente podía optar por proponer a un nuevo candidato o por disolver las Cortes y convocar nuevas elecciones, aunque esta potestad estaba limitada a dos veces como máximo durante su mandato. "En el caso de la segunda disolución, el primer acto de las nuevas Cortes será examinar y resolver la necesidad del decreto de disolución de las anteriores. El voto desfavorable de la mayoría absoluta de las Cortes llevará aneja la destitución del Presidente" (Artículo 81). Esto es lo que sucedió en abril de 1936 cuando las Cortes con mayoría del Frente Popular consideraron innecesaria la disolución de las Cortes de diciembre de 1935, después de haberlas disuelto anteriormente en noviembre de 1933, por lo que el presidente Alcalá-Zamora fue destituido y Manuel Azaña fue elegido en mayo de 1936 para sustituirle, cargo que ocuparía hasta el final de la Guerra Civil.
Este modelo de la "doble confianza" que necesitaba el presidente del Consejo de Ministros para poder gobernar y la prerrogativa concedida al Presidente de la República de disolver las Cortes hasta dos veces durante su mandato, fue motivo de continuos conflictos entre los dos presidentes, del Gobierno y de la República, lo que derivó en una inestabilidad gubernamental que se acentuó a partir de la disolución de las Cortes Constituyentes y la convocatoria de elecciones generales en noviembre de 1933. Así entre el 14 de abril de 1931 y el 17-18 de julio de 1936, fecha del inicio del golpe de Estado militar que originó la guerra civil española, se sucedieron 20 gobiernos.
El Presidente de la República poseía además el derecho de veto suspensivo sobre las leyes votadas por las Cortes, si no tenían carácter urgente (declarado por las dos terceras partes de los diputados), y podía devolverlas para una nueva deliberación, aunque si volvían a ser aprobadas por una mayoría de dos tercios, el "Presidente quedará obligado a promulgarlas" (Artículo 83). En cambio, las Cortes podían destituir al presidente a propuesta de tres quintos de los diputados, convocándose en un plazo de siete días elecciones de compromisarios "que reunidos con las Cortes decidirán por mayoría sobre la propuesta de éstas". Si fuera aprobada esa "misma Asamblea elegirá al nuevo Presidente" (Artículo 82). También podía ser acusado ante el Tribunal de Garantías Constitucionales de la "infracción delictiva de sus obligaciones constitucionales" por las tres quintas partes de los diputados de las Cortes. Si el Tribunal admite la acusación "el Presidente quedará, desde luego, destituido, procediéndose a una nueva elección" (Artículo 85).
El Presidente de la República "es el Jefe del Estado y personifica a la Nación" (Artículo 67). "Será elegido conjuntamente por las Cortes y un número de compromisarios´[elegidos por sufragio universal] igual al de Diputados" (Artículo 68), aunque el primer presidente, Niceto Alcalá Zamora fue elegido en diciembre de 1931 solo por las Cortes Constituyentes, según lo dispuesto en la disposición transitoria primera de la Constitución ("Las actuales Cortes Constituyentes elegirán, en votación secreta, al primer presidente de la República"). Su "mandato [no prorrogable] durará seis años" (Artículo 71). "Nombrará y separará libremente al Presidente del Gobierno y, a propuesta de éste, a los Ministros. Habrá de separarlos necesariamente en el caso de que las Cortes les negaren de modo explícito su confianza" (Artículo 75). También le corresponde al Presidente de la República: "Declarar la guerra... y firmar la paz" previa autorización de las Cortes; "conferir los empleos civiles y militares y expedir los títulos profesionales"; "autorizar con su firma los decretos" del Gobierno; "ordenar las medidas urgentes que exija la defensa de la integridad o la seguridad de la Nación, dando inmediata cuenta a las Cortes"; "negociar, firmar y ratificar los Tratados y Convenios internacionales" (Artículo 76). "Cuando no se halle reunido el Congreso, el Presidente, a propuesta y por acuerdo unánime del Gobierno y con la aprobación de dos tercios de la Diputación Permanente, podrá estatuir por decreto sobre materias reservadas a la competencia de las Cortes, en los casos excepcionales que requieran urgente decisión, o cuando lo demande la defensa de la República. Los decretos así dictados tendrán carácter sólo carácter provisional" hasta la reunión de las Cortes" (Artículo 80).

### El Gobierno
El Gobierno está constituido por el Presidente del Consejo de Ministros y los ministros (Artículo 86). "El Presidente del Consejo de Ministros dirige y representa la política general del gobierno" (Artículo 87) y al Consejo de Ministros le "corresponde, principalmente, elaborar los proyectos de ley que haya que someter al Parlamento; dictar decretos; ejercer la potestad parlamentaria, y deliberar sobre todos los asuntos de interés público" (Artículo 90). El gobierno o alguno de sus ministros puede ser destituido por las Cortes mediante el voto de censura si este es aprobado por la mayoría absoluta de la Cámara (Artículo 64). Como dijo Jiménez de Asúa: "Desde el punto de vista del Gobierno, tratamos también de hacerle fuerte contra posibles votos de censura eventuales y caprichosos, exigiendo un voto calificado".

### Las Cortes unicamerales
El Poder legislativo "reside en el pueblo", que lo ejerce por medio de las Cortes constituidas por una asamblea unicameral también llamada Congreso de los Diputados (Artículo 51), compuesta por los "representantes elegidos por sufragio universal, igual, directo y secreto" (Artículo 52) entre los "ciudadanos de la República mayores de veintitrés años, sin distinción de sexo ni de estado civil", que "una vez elegidos, representan a la Nación" y cuyo mandato será de cuatro años, siendo reelegibles indefinidamente (Artículo 53). La validez de la elección será resuelta por el propio Congreso de los Diputados (Artículo 56). "Los Diputados son inviolables por los votos y opiniones que emiten en el ejercicio de su cargo" (Artículo 55). El carácter unicameral de las Cortes fue defendido por Luis Jiménez de Asua en el discurso de presentación del proyecto de la siguiente forma:

Establecemos, pues, por ser altamente democrática nuestra Constitución, una sola Cámara. El sistema bicameral es sobremanera nocivo. Lo es porque, no sólo obstaculiza las leyes progresivas, sino porque, a veces, reyertas entre las dos Cámaras sirven de imposible obstáculo a la buena marcha legislativa, y la debilidad de las mismas las puede hacer pasto de un Poder ejecutivo acometedor. Establecemos, pues, una sola Cámara, porque ¿qué razón tendría el Senado? (...) No es, pues, posible mantener el viejo Senado porque si quisiéramos resucitar con el Senado el lugar en donde las excelencias de edad, de cultura o de riqueza estuviesen representadas, estableceríamos un concepto diverso, antiigualitario incompatible con el sistema democrático

Durante el debate parlamentario la derecha, tanto la católica y monárquica como la republicana, y el centro-derecha representado por el Partido Republicano Radical defendieron la continuidad del Senado pero la mayoría de izquierdas se impuso.
Las Cortes podrán autorizar al Gobierno para que legisle por decreto, pero "podrá reclamar el conocimiento de los decretos así dictados, para enjuiciar sobre su adaptación a las bases establecidas en él" (Artículo 61). Durante los períodos en los que las Cortes no estén reunidas o cuando hayan sido disueltas por la convocatoria de nuevas elecciones gran parte de sus funciones serán asumidas por la Diputación Permanente de Cortes, presidida por el del Congreso y "compuesta, como máximum, de 21 representantes de las distintas facciones políticas, en proporción a su fuerza numérica" (Artículo 62). Las leyes aprobadas por las Cortes podrán ser sometidas a referéndum si lo solicita el 15 por 100 del Cuerpo electoral, excepto la propia Constitución, sus "leyes complementarias", las leyes "de ratificación de Convenios internacionales inscritos en la Sociedad de Naciones", los Estatutos regionales y las leyes tributarias. Ese mismo porcentaje del Cuerpo electoral se exigirá para el ejercicio del "derecho de iniciativa" de presentación a las Cortes de una proposición de ley (Artículo 66). Sin embargo nunca llegaron a ejercitarse estos derechos, ni el de iniciativa legislativa ni el de petición de referéndum.

### La Justicia
"La Justicia se administra en nombre del Estado" y es ejercida por los jueces que son independientes y "sólo están sometidos a la ley". El presidente del Tribunal Supremo será designado por el presidente de la República, "a propuesta de una Asamblea constituida en la forma que determine la ley" y el "ejercicio de su magistratura" durará 10 años" (Artículo 96). Entre sus funciones se encuentra la de proponer al Ministro de Justicia, "de acuerdo con la Sala de gobierno y los asesores jurídicos que la ley designe", "los ascensos y traslados de jueces, magistrados y funcionarios fiscales" (Artículo 97). "La responsabilidad civil y criminal en que puedan incurrir los jueces, magistrados y fiscales en el ejercicio de sus funciones o con ocasión de ellas, será exigible ante el Tribunal Supremo" (Artículo 99). Por último se establece el Jurado, "cuya organización y funcionamiento serán objeto de una ley especial", como forma de participación del pueblo en la Administración de Justicia (Artículo 103)

### El Tribunal de Garantías Constitucionales
En el Título IX. Garantías y reforma de la Constitución se crea el Tribunal de Garantías Constitucionales que tendrá competencia para conocer de "el recurso de inconstitucionalidad de las leyes", "el recurso de amparo de garantías individuales, cuando hubiere sido ineficaz la reclamación ante otras autoridades", "los conflictos de competencia legislativa y cuantos surjan entre el Estado y las regiones autónomas y los de éstas entre sí" y la "responsabilidad criminal" del jefe del Estado, del presidente del Consejo y de los ministros, del presidente y los magistrados del Tribunal Supremo y del fiscal de la República (Artículo 121). En el artículo 124 se precisa que "Una ley orgánica especial, votada por estas Cortes, establecerá las inmunidades y prerrogativas de los miembros del Tribunal y la extensión y efectos de los recursos a que se refiere el artículo 121". El Tribunal estará formado por un presidente, designado por el Parlamento, y diez miembros (el presidente del alto Cuerpo consultivo de la República, el presidente del Tribunal de Cuentas, dos diputados elegidos por las Cortes, dos miembros nombrados por los Colegios de Abogados y cuatro profesores de la Facultad de Derecho designados entre todas las de España) más "un representante por cada una de las Regiones españolas, elegido en la forma que determine la ley". La del Tribunal Constitucional fue de las leyes orgánicas que fueron aprobadas más tarde, el 14 de julio de 1933. Su primer presidente fue el radical-socialista y miembro del Gobierno Provisional Álvaro de Albornoz. Su decisión más polémica y de mayor trascendencia fue la declaración de inconstitucionalidad de la Ley de Contratos de Cultivo aprobada por el parlamento catalán en 1934.

### La Hacienda pública
La artículos del Título VIII. Hacienda pública buscaban, según el presidente de la Comisión de Constitución Luis Jiménes de Asúa, "la garantía de que no se haga lo que se hizo durante la Dictadura: dilapidar los caudales de la Nación".

## La reforma de la Constitución
En el artículo 125 incluido en el Título IX. Garantías y reforma de la Constitución. se establece el procedimiento de reforma de la Constitución, cuya iniciativa corresponde al Gobierno o a una cuarta parte de los miembros del Parlamento. Para que la reforma sea aprobada se requieren dos trámites: que la aprueben "las dos terceras partes de los Diputados en el ejercicio de su cargo, durante los cuatro primeros años de vida constitucional, y la mayoría absoluta en lo sucesivo"; y que las nuevas Cortes, disueltas las anteriores tras la aprobación de la reforma, la ratifique. Luis Jiménez de Asúa reconció que este procedimiento de reforma daba a "nuestra Carta política el aspecto de Constitución rígida; pero es que hoy han desaparecido, casi en absoluto, las Constituciones flexibles, o bien exigiendo una mayoría calificada para la reforma, o pidiendo unas Cortes Constitucionales para enmendarla".
Ante tal cantidad de cautelas la reforma de la Constitución resultó imposible. La CEDA tuvo que esperar al 9 de diciembre de 1935 para intentar que se aprobara su proyecto de reforma (que incluía la supresión del artículo 26 que prohibía el ejercicio de la enseñanza a las órdenes religiosas, la introducción del Senado, la limitación del régimen autonómico y de la socialización de la propiedad), porque hasta entonces se necesitaba una mayoría de dos tercios para ser aprobada, y a partir del cuarto aniversario de la Constitución solo se requería mayoría absoluta. Sin embargo, la propuesta no prosperó porque no obtuvo el apoyo de su aliado el Partido Republicano Radical, y finalmente el presidente de la República Alcalá-Zamora disolvió las Cortes y convocó nuevas elecciones, que fueron ganadas por el Frente Popular.

## Críticas coetáneas a la Constitución
Desde su promulgación, la Constitución aglutinó juicios negativos y críticas por parte de la derecha. Todos los católicos, con raras excepciones, repudiaron el artículo 26. El artículo 44 también generó la oposición de los sectores conservadores.
Miguel de Unamuno, diputado en las Cortes Constituyentes, nada más producirse la aprobación del polémico artículo 26, denunció que se trataba de una "constitución urdida -o tramada- no por choque y entrecruce de doctrinas diversas, sino de intereses de partidos, o mejor de clientelas políticas sometidas a una disciplina que nada tiene de disciplinado. Así se forja, claro que no más que en el papel, un código de compromiso, henchido no ya de contradicciones íntimas (...), sino de ambigüedades hueras de verdadero contenido. Así se llega al camelo (...) Y menos mal que lo más de ello se quedará en el papel, es decir, sujeto no ya a revisión, sino a borrón".
El también diputado José Ortega y Gasset, de la Agrupación al Servicio de la República, advirtió en las Cortes Constituyentes que "esa tan certera Constitución ha sido mechada con unos cuantos cartuchos detonantes, introducidos arbitrariamente por el espíritu de propaganda o por la incontinencia del utopismo". El 9 de septiembre, antes de que se aprobara la Constitución y de que se debatiera el polémico artículo 26, publicó en Crisol el artículo "Un aldabonazo", acusando a las Cortes Constituyentes de sectarismo y de radicalismo huero, motejando a los extremistas de izquierda de jabalíes:

Desde que sobrevino el nuevo régimen no he escrito una sola palabra que no fuese para decir directa o indirectamente esto: ¡No falsifiquéis la República! (...) "¿Cuál es la República auténtica y cuál la falsificada? ¿La de «derecha», la de «izquierda»? Siempre he protestado contra la vaguedad esterilizadora de estas palabras, que no responden al estilo vital del presente -ni en España ni fuera de España. (...) No es cuestión de «derecha» ni de «izquierda» la autenticidad de nuestra República, porque no es cuestión de contenido en los programas. El tiempo presente, y muy especialmente en España, tolera el programa más avanzado. Todo depende del modo y del tono. Lo que España no tolera ni ha tolerado nunca es el «radicalismo» -es decir, el modo tajante de imponer un programa-. Por muchas razones, pero entre ellas una que las resume todas. El radicalismo sólo es posible cuando hay un absoluto vencedor y un absoluto vencido (...) ni siquiera ha habido vencedores ni vencidos en sentido propio, por la sencilla razón de que no ha habido lucha, sino sólo conato de ella. Y es grotesco el aire triunfal de algunas gentes cuando pretenden fundar la ejecutividad de sus propósitos en la revolución (...) Llamar revolución al cambio de régimen acontecido en España es la tergiversación más grave y desorientadora que puede cometerse (...) Las Cortes constituyentes deben ir sin vacilación a una reforma, pero sin radicalismo -esto es, sin violencia y arbitrariedad partidista (...) Lo que ha desprestigiado más a la Monarquía fue que se «aprovechase» de los resortes del Poder público puestos en su mano (...) Una cantidad inmensa de españoles que colaboraron con el advenimiento de la República con su acción, con su voto o con lo que es más eficaz que todo esto, con su esperanza, se dicen ahora entre desasosegados y descontentos: «¡No es esto, no es esto!». La República es una cosa. El «radicalismo» es otra. Si no, al tiempo."

El 6 de diciembre, en su conferencia Rectificación de la República, Ortega certificó su distanciamiento con lo que él llamaba "deriva" de la República: "es preciso rescatar el perfil de la República... Lo que no se comprende es que habiendo sobrevenido la República con tanta plenitud y tan poca discordia, sin apenas herida, ni apenas dolores, hayan bastado siete meses para que empiece a cundir por el país desazón, descontento, desánimo, en suma, tristeza". En 1932 acabaría declarando que la nueva carta magna era una "Constitución lamentable, sin pies ni cabeza, ni el resto de materia orgánica que suele haber entre pies y cabeza".
Otra crítica sería la vertida por Niceto Alcalá Zamora, recién destituido como Presidente de la República, en su obra Los defectos de la Constitución de 1931 que fue publicada en julio de 1936. En ella analizaba las que para él eran las deficiencias de la Constitución, sentenciando que "la Constitución se dictó, efectivamente, o se planeó, sin mirar a esa realidad nacional (...) Se procuró legislar obedeciendo a teorías, sentimientos e intereses de partido, sin pensar en esa realidad de convivencia patria, sin cuidarse apenas de que se legislaba para España". Según el autor, Manuel Azaña le confesó en 1936, desde la localidad de El Tejar, donde se hallaba en ese momento, que encontraba en la misma más defectos que el propio Alcalá; encuentro que, sin embargo, no es mencionado por Azaña. La conclusión de Niceto Alcalá-Zamora era que "La República (...) proclamada el 14 de abril fue la República de todos los españoles. Olvidarlo la perdió (...) Se hizo una Constitución que invitaba a la guerra civil, desde lo dogmático, en que impera la pasión sobre la serenidad justiciera, a lo orgánico, en que la improvisación, el equilibrio inestable, sustituyen a la experiencia y la construcción sólida de poderes".

## Valoración
Según el historiador Santos Juliá el propósito de los constituyentes de 1931 fue

organizar un nuevo Estado y dotarlo de un Código fundamental, de una norma suprema del ordenamiento jurídico. Ahora bien, estos dos propósitos expresamente enunciados en reiteradas ocasiones no pueden ocultar el contenido político y programático que, también por consciente voluntad de sus autores, caracteriza a la Constitución de la República española y que el presidente de la Comisión, Jiménez de Asúa, destacó al definirla como una Constitución de izquierdas. El Constituyente... trazó también un programa político, acorde con las expectativas de cambio de vida levantadas por la instauración del nuevo régimen republicano y con la necesidad ampliamente sentida de construir un Estado que acometiera la tarea de transformar la sociedad... que se había quedado rezagada y era preciso sacarla de un atraso secular. (...) Políticos e intelectuales, nacidos alrededor de 1880, llegados a su madurez cuando España experimentaba los comienzos de su gran transformación social y cultural, pretendieron adecuar la estructura política a la nueva sociedad instaurando un Estado democrático y social de derecho.

El también historiador Julio Gil Pecharromán coincide con esta valoración:

La Constitución de 1931 abría camino a una democratización profunda de las estructuras estatales y era avanzada en muchos aspectos en comparación con otras Constituciones, como la alemana, la mexicana o la austríaca, que la inspiraron parcialmente. Su extensión, con un total de 125 artículos y su minuciosidad revelan el afán de sus redactores por hacer de ella un auténtico código para la reforma social y política de España y por no dejar huecos a través de los que la derecha pudiera en un futuro desvirtuar el espíritu progresista que la informaba. (...) Era una Constitución de izquierdas, fruto de acuerdos coyunturales entre los socialistas y la pequeña burguesía republicana, y no de un consenso generalizado de las fuerzas políticas que, de todos modos, hubiera sido imposible en aquellas circunstancias.

Fueron muchas las novedades que introdujo la Constitución de 1931 respecto de las anteriores: la plena igualdad de hombres y mujeres, incluido el derecho al voto; la garantía de los derechos civiles y políticos; el recurso de amparo; la abolición de cualquier tipo de privilegio; el divorcio; la posibilidad de la socialización de la propiedad; el reconocimiento de los derechos económicos y sociales; las Cortes unicamerales (como en la Constitución de 1812); el derecho de iniciativa popular legislativa y de convocatoria de referéndum; el Tribunal de Garantías Constitucionales. Pero las dos novedades principales fueron que por primera vez en la historia del constitucionalismo español se ponía fin al Estado unitario centralizado, con la instauración del "Estado integral, compatible con la autonomía de los municipios y de las regiones" (párrafo 3.º del artículo 1.º), y también por primera vez el Estado dejaba de ser confesional al proclamar el artículo 3.º: "El Estado español no tiene religión oficial".
Las dos novedades principales de la Constitución de 1931, el Estado integral y el Estado laico, pretendieron resolver dos problemas políticos que se venían arrastrando desde hacía tiempo: el "problema catalán" y la cuestión religiosa. Como ha señalado Santos Juliá, en el primer caso se alcanzó una "fórmula de concordia" que se plasmó en el "Estado integral" que hizo posible el Estatuto de Autonomía de Cataluña de 1932, pero en el segundo se optó por una "fórmula de confrontación". "A los nacionalistas catalanes se les proponía una vía de integración en el Estado español; a las confesiones religiosas se les propuso el artículo 26, 'verdadero punto neurálgico de la Constitución", como observó Pérez Serrano, con la taxativa prohibición del ejercicio de la industria, el comercio y la enseñanza".

Es indudable que el constituyente de 1931 adoptó una actitud beligerante contra la presencia de la Iglesia en todos los ámbitos de la vida social que el concordato de 1851 y la política de la Monarquía restaurada le había entregado: cárceles, hospitales, cuarteles, cementerios, sacralización de espacios públicos, moral pública y privada, y, sobre todo, colegios de primera y segunda enseñanza... Era momento, a juicio de los constituyentes, de que la República española acometiera el problema que la República francesa había resuelto treinta años antes [bajo el gobierno de Émile Combes] y que en España no había hecho más que agravarse.

Así pues, la izquierda republicana y socialista, con el apoyo final del Partido Republicano Radical, impusieron su modelo de laicismo y no buscaron el consenso ni siquiera con la derecha católica republicana y mucho menos con la derecha católica “posibilista” (con la derecha monárquica e integrista antirrepublicana el consenso era absolutamente imposible porque seguía aferrada a la defensa del Estado confesional del reinado de Alfonso XIII, acentuado durante la Dictadura de Primo de Rivera). Lo que finalmente se produjo, en opinión de Rafael Cruz fue la fractura social y política entre el “pueblo republicano” y el “pueblo de Dios” (dos entidades mutuamente excluyentes) que dificultó enormemente la consolidación del régimen republicano.
El historiador Julio de la Cueva Merino incide en esta cuestión:

Muchos de aquellos ciudadanos que habían votado por las candidaturas republicanas en 1931 –y que hemos de pensar que no fueron pocos- se sintieron desilusionados por falta de sensibilidad de los padres de la patria hacia sus creencias más íntimas y algunas de sus instituciones más queridas. Y ello en un momento en que los católicos estaban dispuestos a ceder, incluida parte de su jerarquía, terreno a los laicizadores. A partir de entonces, bastantes comenzarían a desidentificarse con un proyecto de República que ya no consideraban suyo. En cuanto a los otros católicos, aquellos católicos no republicanos que habían permanecido en la expectación, la indiferencia o el anonadamiento tras la proclamación del nuevo régimen, la nueva Constitución y su posterior desarrollo y aplicación los harían experimentar una sacudida y salir de su pasividad en defensa de la religión que creían injustamente atacada y hasta perseguida. La bandera de la religión, de hecho, sirvió para agrupar a las derechas en torno a la CEDA con el propósito de revisar y reformar la ley fundamental en un sentido contrasecularizador. A la postre, la solución dada a la secular cuestión religiosa española no la resolvería, sino que exacerbaría aún más, dividiendo a la comunidad política en dos polos difícilmente conciliables y perpetuando un viejo factor más de fractura en aquella fracturada sociedad española de los años treinta.